# Buonanotte, Punpun
Buonanotte, Punpun (おやすみプンプン?, Oyasumi Punpun) è un manga scritto ed illustrato da Inio Asano. In Giappone è pubblicato da Shogakukan a partire dall'agosto 2007 a cadenza all'incirca semestrale con 13 volumi all'attivo e serializzato su Big Comic Spirits a partire dal 2008, a causa del fallimento di Weekly Young Sunday, prima rivista che lo ospitava dal 2007. Il manga termina con il 13° volume nel 2013.
In Italia è pubblicato dalla Panini Comics: la prima edizione italiana risale all'aprile 2011 e sono stati pubblicati tutti i 13 volumi.

## Trama
La storia ruota attorno ad un bambino (sebbene stilizzato sotto forma di un uccellino) di nome Punpun Punyama (プンプン プン山?), della madre (プンプンママ プン山?), del padre (プンプンパパ プン山?) e dello zio materno Yuichi Onodera (雄一 小野寺?). I volumi analizzano la maturazione scolastica, psicologica e sessuale di Punpun assieme alle vicende che i vari familiari affrontano nel corso degli anni.

## Personaggi
- Punyama Punpun (プン山 プンプン?) / Onodera Punpun (小野寺 プンプン?)
Il personaggio principale del manga è un ragazzo raffigurato come un uccello, sebbene la sua forma si evolva di pari passo all'evoluzione del personaggio. Quando si sente depresso o confuso riguardo alla sua vita, si consulta con Dio tramite un canto insegnatogli dallo zio.
- Aiko Tanaka (田中 愛子?)
Primo amore di Punpun, gli suggerisce di fuggire con lei a Kagoshima. Occasionalmente, prende il cognome Orihara (織原?).
- Dio (神?, Kami)
Un essere rappresentato con i capelli afro che appare da Punpun nel momento del bisogno (per evocarlo, Punpun recita la filastrocca Dear God, Tinkle tinkle hoy)
- Mamma Punpun  Madre di Punpun, è depressa e soffre di disturbi dell'umore e della rabbia. Ha un rapporto complicato con il figlio, al quale ha dato il suo cognome dopo il divorzio con il marito.
- Yūichi Onodera (小野寺 雄一?)
Zio di Punpun, un freeter sui trent'anni, si prende cura di lui mentre la madre è in ospedale.
- Midori Ōkuma (大隈 翠?)
È la ragazza dello zio di Punpun, e gestisce un cafè. Prende parte della famiglia Punpun durante il periodo delle scuole medie, e si prende cura di loro.
- Sachi Nanjō (南条 幸?)
Una giovane donna che Punpun incontra da adulto. È un'aspirante disegnatrice di manga.
- Masumi Seki (関 真澄?)
Uno degli amici d'infanzia di Punpun, stretto amico di Shimizu. Cinico e distaccato, in realtà si rivela molto premuroso riguardo Shimizu.
- Kō Shimizu (清水 コー?)
Uno degli amici d'infanzia di Punpun, ha un'immaginazione fervida e dipende da Shimizu. Fa parte del culto di Pegaso.
- Toshiki Hoshikawa (星川 敏樹?) / Pegaso
Capo del culto della città di Punpun, è un personaggio secondario ricorrente.
- Mitsuko Tanaka (田中 光子?)
Madre di Aiko, è membro del culto di Pegaso. Crudele e abusiva nei riguardi della figlia, presenta segni di instabilità mentale. Viene presentata come paralizzata, anche se si sospetta che tutto ciò sia una messa in scena.
- Shishido Heiroku
Padrone di casa di Punpun, ne diviene amico.

## Produzione
«Volevo che i lettori leggessero il libro perché pensassero che Punpun fosse carino e per farli turbare. Volevo dirgli: “ecco un tipo diverso di manga. Guarda la profondità della realtà che un manga può esplorare”»

— Inio Asano
Asano annunciò il manga un anno dopo aver completato Solanin. Incoraggiato dal suo successo, dichiarò di aver chiuso con le storie «piacevoli». Nonostante l'iniziale opposizione del suo editore e pubblicatore, Asano proseguì nella creazione del manga. Tokie Komuro, caporedattore di Monthly Sunday Gene-X, affermò che l'unica ragione per cui Asano fu in grado di serializzare il manga era la sua buona reputazione e quella dei suoi lavori precedenti.
Quando pianificò la storia, l'intenzione iniziale di Asano era quella di raccontare la crescita di dieci anni di Punpun in sette volumi. La prima metà sarebbe dovuta essere una storia d'amore, e la seconda metà avrebbe dovuto narrare la storia della fuga di Punpun e Aiko. La dimensione del manga si estese poi a tredici volumi per il volere di Asano di concentrarsi maggiormente sul lato artistico e sulle storie dei personaggi secondari. Il fumettista enfatizzò volutamente alcuni elementi della prima metà della storia, come la frivolezza, per aumentare l'impatto sul lettore della seconda metà. Asano vide i suoi lettori come nemici per via delle loro forti critiche, che lo portarono a reagire duramente e subire i loro danni. Il manga servì anche come sbocco per i dubbi e le paure del fumettista, come la paura di essere vittima o autore di un omicidio.
Nel disegnare Punpun, Asano voleva trovare un equilibrio tra la troppa bellezza o bruttezza del protagonista, e decise di lasciare che i lettori immaginassero il suo volto. Originariamente il fumettista pensò di disegnare tutti i personaggi come la famiglia di Punpun, ma quest'idea non piacque al suo editore. Utilizzò la fotografia e la grafica digitale per realizzare gli sfondi del manga. Le scene esterne sono basate su delle fotografie, successivamente convertite in bianco e nero e stampate in modo da ridisegnarle tracciandone i contorni. Quando gli è stato chiesto il motivo dell'importanza data agli sfondi, Asano rispose dicendo che un buono sfondo consente un maggiore impatto sui disegni, soprattutto perché personaggi come Punpun mancano di dinamismo. In seguito, il fumettista si pentì di aver elaborato digitalmente le immagini.

## Lista volumi
| Nº | Titolo italiano Giapponese 「Kanji」 - Rōmaji | Data di prima pubblicazione              | Data di prima pubblicazione             |
| Nº | Titolo italiano Giapponese 「Kanji」 - Rōmaji | Giapponese                               | Italiano                                |
| 1  | Buonanotte, Punpun 1 「おやすみプンプン １」  | 3 agosto 2007 ISBN 978-4-09-151218-5     | 14 aprile 2011 ISBN 978-88-6589-040-0   |
| 2  | Buonanotte, Punpun 2 「おやすみプンプン 2」   | 28 dicembre 2007 ISBN 978-4-09-151259-8  | 9 giugno 2011 ISBN 978-88-6589-112-4    |
| 3  | Buonanotte, Punpun 3 「おやすみプンプン 3」   | 5 giugno 2008 ISBN 978-4-09-151333-5     | 7 luglio 2011 ISBN 978-88-6589-134-6    |
| 4  | Buonanotte, Punpun 4 「おやすみプンプン 4」   | 30 gennaio 2009 ISBN 978-4-09-151413-4   | 8 settembre 2011 ISBN 978-88-6589-294-7 |
| 5  | Buonanotte, Punpun 5 「おやすみプンプン 5」   | 30 giugno 2009 ISBN 978-4-09-151430-1    | 6 ottobre 2011 ISBN 978-88-6589-331-9   |
| 6  | Buonanotte, Punpun 6 「おやすみプンプン 6」   | 26 dicembre 2009 ISBN 978-4-09-151479-0  | 15 dicembre 2011 ISBN 978-88-6589-434-7 |
| 7  | Buonanotte, Punpun 7 「おやすみプンプン 7」   | 30 settembre 2010 ISBN 978-4-09-151499-8 | 12 aprile 2012 ISBN 978-88-6589-516-0   |
| 8  | Buonanotte, Punpun 8 「おやすみプンプン 8」   | 26 febbraio 2011 ISBN 978-4-09-151510-0  | 5 luglio 2012 ISBN 978-88-6589-608-2    |
| 9  | Buonanotte, Punpun 9 「おやすみプンプン 9」   | 28 ottobre 2011 ISBN 978-4-09-151529-2   | 26 luglio 2012 ISBN 978-88-6589-907-6   |
| 10 | Buonanotte, Punpun 10 「おやすみプンプン 10」 | 27 aprile 2012 ISBN 978-4-09-151537-7    | 24 gennaio 2013 ISBN 978-88-6304-412-6  |
| 11 | Buonanotte, Punpun 11 「おやすみプンプン 11」 | 30 novembre 2012 ISBN 978-4-09-151543-8  | 25 luglio 2013 ISBN 978-88-912-5009-4   |
| 12 | Buonanotte, Punpun 12 「おやすみプンプン 12」 | 28 giugno 2013 ISBN 978-4-09-151549-0    | 7 novembre 2013 ISBN 978-88-912-5223-4  |
| 13 | Buonanotte, Punpun 13 「おやすみプンプン 13」 | 27 dicembre 2013 ISBN 978-4-09-151549-0  | 31 luglio 2014 ISBN 978-88-912-5488-7   |